# José Velho de Azevedo
José Velho de Azevedo (?, Almeida - ?) foi um administrador colonial português, filho do engenheiro militar Jerônimo Velho de Azevedo. Se destacou ao trabalhar nas fortificações de Trás-os-Montes. Foi nomeado em 1693 Sargento-Mór do Pará, trabalhando na região da atual Gurupá. Em 1699 foi nomeado Sargento-Mór do Rio de janeiro. Foi governador do Grão-Pará de 9 de dezembro de 1696 a julho de 1698, de 1716 a 1720 e de 1723 a 1728 junto com Pedro Mendes Tomás, quando o governador Manuel de Madureira Lobo foi preso